# Geokichla oberlaenderi
El zorzal de Oberlaender (Geokichla oberlaenderi) es una especie de ave paseriforme de la familia Turdidae endémica de África central.

## Distribución y hábitat
El zorzal de Oberlaender vive únicamente en el oeste de la región de los Grandes Lagos, repartido por el este de la República Democrática del Congo y Uganda. Su hábitat natural son las selvas tropicales húmedas de montaña. Está amenazado por la pérdida de hábitat.